# Hero of the Day
«Hero of the Day» (укр. Герой дня) ― пісня американського хеві-метал гурту Metallica та другий сингл з альбому Load 1996 року. Пісня була записана 13 грудня 1995 року в місті Саусаліто на студії Plant Studios. Вона стала другим поспіль хітом номер один в американському чарті Billboard Hot Mainstream Rock Tracks і досягла другого місця в Австралії, третього у Фінляндії і восьмого в Норвегії. Пісня є однією з небагатьох пісень Metallica, написаних переважно в мажорній тональності. На трек також було знято промо-відео.
Сингл примітний тим, що включає чотири кавери на Motörhead, записані наживо безпосередньо на дводоріжку в Plant Studios під час репетиції вечірки на честь 50-річчя Леммі в лос-анджелеському нічному клубі Whisky a Go Go. Ці бі-сайди були пізніше випущені на другому компакт-диску збірки Garage Inc. у 1998 році.

## Історія
Згідно зі статтею в рок-музичному журналі Kerrang!, приблизно на момент виходу Load демо-запис пісні отримав назву «Mouldy» через головний риф, що нагадував Джеймсу Гетфілду і Ларсу Ульріху типове звучання Боба Моулда. Демо було записано 10 грудня 1994 року, це один з найбільш ранніх демо-записів для сесій Load (перше демо було записано на пісню «Wasting My Hate» 28 листопада 1994 року).

## Відгуки
Обговорюючи стиль пісні, Loudwire вважає, що «Hero of the Day» — це «мелодійна прогулянка на території софт-року». Террі Безер з Louder Sound назвав пісню «епічною».

## Кліп
Кліп на цю пісню був знятий Антоном Корбейном і показує наркозалежну молодь, яка дивиться телевізор, де на кожному каналі в тій чи іншій мірі звучить Metallica. З'являється вестерн-фільм «Load» з Ньюстедом і Гетфілдом у головних ролях, після чого відбувається боксерський матч, де Гетфілд виступає в ролі тренера, а Ньюстед і Гемметт — у ролі бійців. Після того, як Ульріх і Гетфілд у однакових костюмах рекламують напій під назвою «Load», показують ігрове шоу «Герой дня», ведучим якого є Джейсон Ньюстед. Потім йде випуск новин з ведучим, якого грає Гемметт, і кліпом з Гетфілдом, який співає слова пісні. Дівчина дзвонить додому до юнака, і пізніше вони намагаються зайнятися сексом, але юнак не збуджується і відкидається на спинку ліжка, явно розчарований. Згодом дівчина йде. Врешті-решт, юнак втрачає свідомість, і йому сняться крихітні роботоподібні істоти, зображені в стоп-кадрі, що виходять з його вуха. Він прокидається від цього сну, і його нудить у своєму туалеті.

## Список композицій
| Сингл (США) | Сингл (США)                                                             | Сингл (США) |
| #           | Назва                                                                   | Тривалість  |
| ----------- | ----------------------------------------------------------------------- | ----------- |
| 1.          | «Hero of the Day»                                                       | 4:22        |
| 2.          | «Kill/Ride Medley» (live at Castle Donington, England, August 26, 1995) | 10:17       |

| CD1 (Велика Британія) | CD1 (Велика Британія)                 | CD1 (Велика Британія) |
| #                     | Назва                                 | Тривалість            |
| --------------------- | ------------------------------------- | --------------------- |
| 1.                    | «Hero of the Day»                     | 4:22                  |
| 2.                    | «Overkill»                            | 4:07                  |
| 3.                    | «Damage Case»                         | 3:53                  |
| 4.                    | «Hero of the Day» (Outta B-Sides Mix) | 6:34                  |

| CD2 (Велика Британія) | CD2 (Велика Британія)                               | CD2 (Велика Британія) |
| #                     | Назва                                               | Тривалість            |
| --------------------- | --------------------------------------------------- | --------------------- |
| 1.                    | «Hero of the Day»                                   | 4:22                  |
| 2.                    | «Stone Dead Forever»                                | 5:06                  |
| 3.                    | «Too Late Too Late»                                 | 3:18                  |
| 4.                    | «Mouldy» (aka «Hero of the Day»—early demo version) | 5:22                  |

| Лімітований максі-CD сингл (MotörheadACHE) (Велика Британія) | Лімітований максі-CD сингл (MotörheadACHE) (Велика Британія) | Лімітований максі-CD сингл (MotörheadACHE) (Велика Британія) |
| #                                                            | Назва                                                        | Тривалість                                                   |
| ------------------------------------------------------------ | ------------------------------------------------------------ | ------------------------------------------------------------ |
| 1.                                                           | «Hero of the Day»                                            | 4:22                                                         |
| 2.                                                           | «Overkill»                                                   | 4:07                                                         |
| 3.                                                           | «Damage Case»                                                | 3:53                                                         |
| 4.                                                           | «Stone Dead Forever»                                         | 5:06                                                         |
| 5.                                                           | «Too Late Too Late»                                          | 3:18                                                         |

| EP (Японія) | EP (Японія)                                         | EP (Японія) |
| #           | Назва                                               | Тривалість  |
| ----------- | --------------------------------------------------- | ----------- |
| 1.          | «Hero of the Day»                                   | 4:24        |
| 2.          | «Mouldy» (aka «Hero of the Day»—early demo version) | 5:24        |
| 3.          | «Hero of the Day» (Outta B Side Mix)                | 6:35        |
| 4.          | «Stone Dead Forever»                                | 4:50        |
| 5.          | «Damage Case»                                       | 3:38        |
| 6.          | «Too Late Too Late»                                 | 3:13        |

## Склад
- Джеймс Гетфілд — вокал, ритм-гітара
- Кірк Гемметт — соло-гітара
- Ларс Ульріх — ударна установка
- Джейсон Ньюстед — бас-гітара

## Чарти
| Чарти (1996)                              | Найвища позиція |
| ----------------------------------------- | --------------- |
| Австралія (ARIA)                          | 2               |
| Австрія (Ö3 Austria Top 75)               | 29              |
| Бельгія (Ultratop Flanders)               | 30              |
| Canada (Nielsen SoundScan)                | 7               |
| Denmark (IFPI)                            | 7               |
| Europe (Eurochart Hot 100)                | 20              |
| Фінляндія (Suomen virallinen lista)       | 3               |
| Німеччина (Media Control AG)              | 39              |
| Hungary (Mahasz)                          | 9               |
| Iceland (Íslenski Listinn Topp 40)        | 18              |
| Ірландія (IRMA)                           | 16              |
| Нідерланди (Dutch Top 40)                 | 19              |
| Нідерланди (Mega Single Top 100)          | 25              |
| Нова Зеландія (RIANZ)                     | 21              |
| Норвегія (VG-lista)                       | 8               |
| Шотландія (Official Charts Company)       | 16              |
| Швеція (Sverigetopplistan)                | 10              |
| Велика Британія (Official Charts Company) | 17              |
| США (Billboard Hot 100)                   | 60              |
| США (Mainstream Rock) (Billboard)         | 1               |

| Чарти (1996)               | Позиція |
| -------------------------- | ------- |
| Австралія (ARIA)           | 52      |
| Швеція (Sverigetopplistan) | 88      |

| Чарт (2002)                | Позиція |
| -------------------------- | ------- |
| Канада (Nielsen SoundScan) | 189     |

## Сертифікації
| Регіон                                                                                          | Сертифікація | Продажі |
| ----------------------------------------------------------------------------------------------- | ------------ | ------- |
| Австралія (ARIA)                                                                                | Золотий      | 35 000^ |
| *продажі, що базуються лише на сертифікаціях ^відвантаження, що базуються лише на сертифікаціях |              |         |